# Ramón Díaz
Ramón Ángel Díaz (La Rioja, 29 agosto 1959) è un allenatore di calcio ed ex calciatore argentino, di ruolo attaccante, tecnico dell'Olimpia.

## Carriera

### Giocatore
Era un centravanti di manovra, dotato di ottimo controllo di palla, elegante e rapidissimo.

#### Club

Díaz all'Avellino nel 1985, assieme al connazionale Diego Maradona.

Díaz debutta in Primera División il 13 agosto 1978 con il River Plate. Nel 1982 viene ingaggiato dal Napoli, club nel quale ha militato un solo anno (25 presenze e 3 reti), per poi passare 3 anni all'Avellino (78 presenze con 22 reti). Il 16 luglio 1986 passa alla Fiorentina per la somma di 10 miliardi di lire, dove colleziona 53 partite con 17 centri.
Il 21 luglio 1988 passa in prestito all'Inter in sostituzione di Rabah Madjer, il cui trasferimento nel club milanese salta a causa di un infortunio che gli impedisce di superare le visite mediche. Díaz termina la sua carriera italiana conquistando in nerazzurro, nel 1988-1989, il cosiddetto scudetto dei record, al quale contribuisce con buone prestazioni, realizzando 12 reti e trovando un'ottima intesa con il compagno di reparto Aldo Serena; a fine stagione, il motivo della sua cessione è di far spazio a Jürgen Klinsmann, a causa del tetto massimo di 3 stranieri in vigore allora.
Successivamente ha militato nel Monaco (60 presenze e 24 reti), di nuovo nel River (52 presenze e 27 gol) e, per due stagioni, nel campionato giapponese a Yokohama. Nella stagione 1993 della J. League si è laureato capocannoniere con 28 reti. Dopo l'esperienza giapponese si è ritirato.

#### Nazionale
Con l'Under-20 vince il mondiale nel 1979, giocando al fianco di Maradona. Con la nazionale maggiore disputa il Mondiale del 1982 (dove va peraltro a segno nella gara contro il Brasile), ma a 23 anni ne è già fuori definitivamente.

### Allenatore
Comincia la sua carriera da allenatore con il River Plate. In 5 stagioni vince 6 titoli: Apertura 1996, 1997, 1999, Clausura 1997, la Coppa Libertadores 1996 e la Supercoppa Sudamericana nel 1997. Inoltre ha perso la finale della Coppa Intercontinentale 1996 contro la Juventus, il 12 febbraio 2000 si dimise dall'incarico. Ritorna sulla panchina dei Millonarios nel 2001 vincendo il Clausura.
Dal 9 dicembre 2004 al 4 maggio 2005 è in Inghilterra all'Oxford.
Il 24 dicembre 2006 viene nominato tecnico del San Lorenzo in sostituzione dell'esonerato Oscar Ruggeri. al 12 giugno 2008 allena il con il quale vince il campionato Clausura del 2007. Dal 1º luglio 2008 viene nominato tecnico dell'America. Il 10 febbraio 2009 viene esonerato dai messicani.
Il 28 maggio 2010 ritorna alla guida del San Lorenzo. Il 25 aprile 2011 dopo l'avvio del Clausura 2011 con 4 vittorie, 3 pareggi e 4 sconfitte con sei nuovi innesti presi a gennaio si dimette. Il 13 settembre si lega all'Independiente, subentra ad Antonio Mohamed. Il 4 marzo 2012 è costretto alle dimissioni a causa delle deludenti prestazioni della squadra.
Il 29 novembre, a seguito dell'esonero di Matías Almeyda, viene richiamato per l'ennesima volta sulla panchina del River Plate. Il 18 maggio 2014 vince il titolo Final 2014, riportando in auge i Millonarios tre anni dopo la retrocessione nella serie minore, e il 24 maggio 2014 la Copa Campeonato de Primera División 2013/14 contro il San Lorenzo, vincitore del Torneo Inicial 2013. Il 27 maggio 2014 dopo una riunione con la dirigenza, dà le dimissioni come allenatore del River Plate, dichiarando di aver raggiunto il suo obiettivo, ragione per la quale ha deciso di lasciare.
Il 4 dicembre 2014 diventa selezionatore del Paraguay. Il 12 giugno 2016 si dimette dall'incarico dopo l'eliminazione dalla Copa América Centenario.
Il 14 febbraio 2022 ritorna alla guida del club Saudita Al-Hilal. Il primo anno chiude con la vittoria del titolo nazionale e arriva nella finale della Coppa del Re dei Campioni dove viene battuto per 2-4 dal Al-Fayha. Il secondo anno arriva in semifinale della Supercoppa Saudita venendo eliminato dal Al-Fayha per 1-0, arriva in finale della Coppa del mondo per club venendo battuto 5-3 dal Real Madrid, arriva in finale della AFC Champions League venendo battuto dal Urawa Red e vince la Coppa del Re dei Campioni battendo in finale 8-7 dopo i calci di rigore Al-Wahda. Il 15 maggio 2023 lascia temporaneamente il club per problemi familiari, per le ultime quattro partite di campionato la guida della squadra passa al figlio maggiore Emiliano.
Il 15 luglio viene nominato tecnico del Vasco da Gama, prende il club al penultimo posto con 9 punti in 14 partite del Campeonato Brasileiro.
Lo conduce a un'insperata salvezza all'ultima giornata, dopo aver conquistato 34 punti in 24 partite, chiudendo al 15º posto in campionato. Il 27 aprile 2024 viene esonerato.
Il 10 luglio seguente viene nominato tecnico del Corinthians.

## Statistiche

### Cronologia presenze e reti in nazionale
| Cronologia completa delle presenze e delle reti in nazionale ― Argentina | Cronologia completa delle presenze e delle reti in nazionale ― Argentina | Cronologia completa delle presenze e delle reti in nazionale ― Argentina | Cronologia completa delle presenze e delle reti in nazionale ― Argentina | Cronologia completa delle presenze e delle reti in nazionale ― Argentina | Cronologia completa delle presenze e delle reti in nazionale ― Argentina | Cronologia completa delle presenze e delle reti in nazionale ― Argentina | Cronologia completa delle presenze e delle reti in nazionale ― Argentina |
| Data                                                                     | Città                                                                    | In casa                                                                  | Risultato                                                                | Ospiti                                                                   | Competizione                                                             | Reti                                                                     | Note                                                                     |
| ------------------------------------------------------------------------ | ------------------------------------------------------------------------ | ------------------------------------------------------------------------ | ------------------------------------------------------------------------ | ------------------------------------------------------------------------ | ------------------------------------------------------------------------ | ------------------------------------------------------------------------ | ------------------------------------------------------------------------ |
| 12-9-1979                                                                | Berlino                                                                  | Germania Ovest                                                           | 2 – 1                                                                    | Argentina                                                                | Amichevole                                                               | -                                                                        | 46’                                                                      |
| 16-9-1979                                                                | Belgrado                                                                 | Jugoslavia                                                               | 4 – 2                                                                    | Argentina                                                                | Amichevole                                                               | 1                                                                        | 46’                                                                      |
| 13-5-1980                                                                | Londra                                                                   | Inghilterra                                                              | 3 – 1                                                                    | Argentina                                                                | Amichevole                                                               | -                                                                        | 63’                                                                      |
| 16-5-1980                                                                | Dublino                                                                  | Irlanda                                                                  | 0 – 1                                                                    | Argentina                                                                | Amichevole                                                               | -                                                                        | 73’                                                                      |
| 21-5-1980                                                                | Vienna                                                                   | Austria                                                                  | 1 – 5                                                                    | Argentina                                                                | Amichevole                                                               | -                                                                        | 70’                                                                      |
| 18-9-1980                                                                | Mendoza                                                                  | Argentina                                                                | 2 – 2                                                                    | Cile                                                                     | Amichevole                                                               | 1                                                                        |                                                                          |
| 9-10-1980                                                                | Buenos Aires                                                             | Argentina                                                                | 2 – 0                                                                    | Bulgaria                                                                 | Amichevole                                                               | 1                                                                        |                                                                          |
| 12-10-1980                                                               | Buenos Aires                                                             | Argentina                                                                | 2 – 1                                                                    | Polonia                                                                  | Amichevole                                                               | -                                                                        |                                                                          |
| 15-10-1980                                                               | Buenos Aires                                                             | Argentina                                                                | 1 – 0                                                                    | Cecoslovacchia                                                           | Amichevole                                                               | 1                                                                        |                                                                          |
| 4-12-1980                                                                | Mar del Plata                                                            | Argentina                                                                | 1 – 1                                                                    | Unione Sovietica                                                         | Amichevole                                                               | -                                                                        |                                                                          |
| 16-12-1980                                                               | Córdoba                                                                  | Argentina                                                                | 5 – 0                                                                    | Svizzera                                                                 | Amichevole                                                               | 1                                                                        |                                                                          |
| 1-1-1981                                                                 | Montevideo                                                               | Argentina                                                                | 2 – 1                                                                    | Germania Ovest                                                           | Mundialito - 1º turno                                                    | 1                                                                        |                                                                          |
| 4-1-1981                                                                 | Montevideo                                                               | Argentina                                                                | 1 – 1                                                                    | Brasile                                                                  | Mundialito - 1º turno                                                    | -                                                                        |                                                                          |
| 28-10-1981                                                               | Buenos Aires                                                             | Argentina                                                                | 1 – 2                                                                    | Polonia                                                                  | Amichevole                                                               | -                                                                        |                                                                          |
| 11-11-1981                                                               | Buenos Aires                                                             | Argentina                                                                | 1 – 1                                                                    | Cecoslovacchia                                                           | Amichevole                                                               | -                                                                        |                                                                          |
| 24-3-1982                                                                | Buenos Aires                                                             | Argentina                                                                | 1 – 1                                                                    | Germania Ovest                                                           | Amichevole                                                               | -                                                                        |                                                                          |
| 14-4-1982                                                                | Buenos Aires                                                             | Argentina                                                                | 1 – 1                                                                    | Unione Sovietica                                                         | Amichevole                                                               | 1                                                                        |                                                                          |
| 5-5-1982                                                                 | Buenos Aires                                                             | Argentina                                                                | 2 – 1                                                                    | Bulgaria                                                                 | Amichevole                                                               | 1                                                                        | 72’                                                                      |
| 12-5-1982                                                                | Rosario                                                                  | Argentina                                                                | 1 – 0                                                                    | Romania                                                                  | Amichevole                                                               | 1                                                                        |                                                                          |
| 13-6-1982                                                                | Barcellona                                                               | Argentina                                                                | 0 – 1                                                                    | Belgio                                                                   | Mondiali 1982 - 1º turno                                                 | -                                                                        | 63’                                                                      |
| 23-6-1982                                                                | Alicante                                                                 | Argentina                                                                | 2 – 0                                                                    | El Salvador                                                              | Mondiali 1982 - 1º turno                                                 | -                                                                        | 66’                                                                      |
| 29-6-1982                                                                | Barcellona                                                               | Italia                                                                   | 2 – 1                                                                    | Argentina                                                                | Mondiali 1982 - 2º turno                                                 | -                                                                        | 58’                                                                      |
| 2-7-1982                                                                 | Barcellona                                                               | Argentina                                                                | 1 – 3                                                                    | Brasile                                                                  | Mondiali 1982 - 2º turno                                                 | 1                                                                        | 46’                                                                      |
| Totale                                                                   |                                                                          | Presenze                                                                 | 23                                                                       |                                                                          | Reti                                                                     | 10                                                                       |                                                                          |

### Statistiche da allenatore
Statistiche aggiornate al 14 aprile 2025. In grassetto le competizioni vinte.
| Stagione             | Squadra              | Campionato           | Campionato | Campionato | Campionato | Campionato | Coppe nazionali | Coppe nazionali | Coppe nazionali | Coppe nazionali | Coppe nazionali | Coppe continentali | Coppe continentali | Coppe continentali | Coppe continentali | Coppe continentali | Altre coppe | Altre coppe | Altre coppe | Altre coppe | Altre coppe | Totale | Totale | Totale | Totale | % Vittorie | Piazzamento   |
| Stagione             | Squadra              | Comp                 | G          | V          | N          | P          | Comp            | G               | V               | N               | P               | Comp               | G                  | V                  | N                  | P                  | Comp        | G           | V           | N           | P           | G      | V      | N      | P      | %          | Piazzamento   |
| -------------------- | -------------------- | -------------------- | ---------- | ---------- | ---------- | ---------- | --------------- | --------------- | --------------- | --------------- | --------------- | ------------------ | ------------------ | ------------------ | ------------------ | ------------------ | ----------- | ----------- | ----------- | ----------- | ----------- | ------ | ------ | ------ | ------ | ---------- | ------------- |
| 1995-1996            | River Plate          | A+C                  | 19+19      | 7+6        | 8+3        | 4+10       | -               | -               | -               | -               | -               | CL                 | 14                 | 8                  | 4                  | 2                  | SS          | 6           | 2           | 2           | 2           | 58     | 23     | 17     | 18     | 39,66      | 7º+14º        |
| 1996-1997            | River Plate          | A+C                  | 19+19      | 15+12      | 1+5        | 3+2        | -               | -               | -               | -               | -               | CL                 | 2                  | 0                  | 2                  | 0                  | SS+CInt+RS  | 2+1+1       | 0+0+0       | 1+0+1       | 1+1+0       | 44     | 27     | 10     | 7      | 61,36      | 1º+1°         |
| 1997-1998            | River Plate          | A+C                  | 19+19      | 14+7       | 3+8        | 2+4        | -               | -               | -               | -               | -               | CL                 | 12                 | 8                  | 3                  | 1                  | SS+RS       | 10+2        | 7+0         | 1+0         | 2+2         | 62     | 36     | 15     | 11     | 58,06      | 1º+7°         |
| 1998-1999            | River Plate          | A+C                  | 19+19      | 5+11       | 7+4        | 7+4        | -               | -               | -               | -               | -               | CM+CL              | 8+12               | 2+5                | 3+2                | 3+5                | -           | -           | -           | -           | -           | 58     | 23     | 16     | 19     | 39,66      | 15°+2°        |
| lug.-dic. 1999       | River Plate          | A                    | 19         | 13         | 5          | 1          | -               | -               | -               | -               | -               | CM                 | 6                  | 2                  | 1                  | 3                  | -           | -           | -           | -           | -           | 25     | 15     | 6      | 4      | 60,00      | 1º            |
| 2001-2002            | River Plate          | A+C                  | 19+19      | 12+13      | 5+4        | 2+2        | -               | -               | -               | -               | -               | CM+CL              | 6+8                | 2+2                | 2+3                | 2+3                | -           | -           | -           | -           | -           | 52     | 29     | 14     | 9      | 55,77      | 2°+1º         |
| dic. 2004-2005       | Oxford Utd           | FL2                  | 25         | 10         | 7          | 8          | FACup+CdL       | -               | -               | -               | -               | -                  | -                  | -                  | -                  | -                  | -           | -           | -           | -           | -           | 25     | 10     | 7      | 8      | 40,00      | Sub. 15º      |
| gen.-giu. 2007       | San Lorenzo          | A+C                  | 1+19       | 1+14       | 0+3        | 0+2        | -               | -               | -               | -               | -               | -                  | -                  | -                  | -                  | -                  | -           | -           | -           | -           | -           | 20     | 15     | 3      | 2      | 75,00      | Sub. 9°+1º    |
| 2007-giu. 2008       | San Lorenzo          | A+C                  | 19+17      | 8+10       | 5+1        | 6+6        | -               | -               | -               | -               | -               | CS+CL              | 2+10               | 0+4                | 1+4                | 1+2                | -           | -           | -           | -           | -           | 48     | 22     | 11     | 15     | 45,83      | 8°+Eson.      |
| 2008-feb. 2009       | América              | PD                   | 21         | 6          | 7          | 8          | -               | -               | -               | -               | -               | -                  | -                  | -                  | -                  | -                  | Int         | 3           | 1           | 1           | 1           | 24     | 7      | 8      | 9      | 29,17      | 13°, Eson.    |
| 2010-apr. 2011       | San Lorenzo          | A+C                  | 19+11      | 6+4        | 6+3        | 7+4        | -               | -               | -               | -               | -               | -                  | -                  | -                  | -                  | -                  | -           | -           | -           | -           | -           | 30     | 10     | 9      | 11     | 33,33      | 14°+Eson.     |
| Totale San Lorenzo   | Totale San Lorenzo   | Totale San Lorenzo   | 86         | 43         | 18         | 25         |                 | -               | -               | -               | -               |                    | 12                 | 4                  | 5                  | 3                  |             | -           | -           | -           | -           | 98     | 47     | 23     | 28     | 47,96      |               |
| set. 2011-mar. 2012  | Independiente        | A+C                  | 13+4       | 5+0        | 5+0        | 3+4        | CA              | 1               | 1               | 0               | 0               | CS                 | 2                  | 1                  | 0                  | 1                  | -           | -           | -           | -           | -           | 20     | 7      | 5      | 8      | 35,00      | Sub. 8º+Eson. |
| dic. 2012-2013       | River Plate          | I+F                  | 1+19       | 1+10       | 0+5        | 0+4        | CA              | 1               | 0               | 0               | 1               | -                  | -                  | -                  | -                  | -                  | -           | -           | -           | -           | -           | 21     | 11     | 5      | 5      | 52,38      | Sub. 8º+2º    |
| 2013-2014            | River Plate          | I+F                  | 19+19+1    | 5+11+1     | 6+4+0      | 8+4+0      | -               | -               | -               | -               | -               | CS                 | 6                  | 2                  | 2                  | 2                  | -           | -           | -           | -           | -           | 45     | 19     | 12     | 14     | 42,22      | 17º+1º        |
| Totale River Plate   | Totale River Plate   | Totale River Plate   | 268        | 143        | 68         | 57         |                 | 1               | 0               | 0               | 1               |                    | 74                 | 31                 | 22                 | 21                 |             | 22          | 9           | 5           | 8           | 365    | 183    | 95     | 87     | 50,14      |               |
| ott. 2016-2017       | Al-Hilal             | SPL                  | 20         | 16         | 3          | 1          | KC+CdP          | 5+1             | 5+0             | 0+0             | 0+1             | ACL                | 14                 | 7                  | 6                  | 1                  | -           | -           | -           | -           | -           | 40     | 28     | 9      | 3      | 70,00      | Sub. 1°       |
| 2017-feb. 2018       | Al-Hilal             | SPL                  | 21         | 13         | 7          | 1          | KC              | 2               | 1               | 0               | 1               | ACL                | 2                  | 0                  | 1                  | 1                  | CdC         | 3           | 0           | 2           | 1           | 28     | 14     | 10     | 4      | 50,00      | Eson.         |
| lug.-set. 2018       | Al-Ittihad           | SPL                  | 2          | 0          | 0          | 2          | KC              | -               | -               | -               | -               | ACL                | -                  | -                  | -                  | -                  | SS+CdC      | 1+1         | 0+0         | 0+1         | 1+0         | 4      | 0      | 1      | 3      | &0,00      | Eson.         |
| feb.-mag. 2019       | Pyramids             | EPL                  | 13         | 8          | 4          | 1          | CE              | -               | -               | -               | -               | -                  | -                  | -                  | -                  | -                  | -           | -           | -           | -           | -           | 13     | 8      | 4      | 1      | 61,54      | Sub. 3°       |
| gen.-set. 2020       | Libertad             | DP                   | 20         | 12         | 4          | 4          | -               | -               | -               | -               | -               | CL                 | 4                  | 2                  | 0                  | 2                  | -           | -           | -           | -           | -           | 24     | 14     | 4      | 6      | 58,33      | Dimis.        |
| feb.-giu. 2021       | Al-Nasr              | UAE                  | 12         | 7          | 1          | 4          | CdL             | 3               | 1               | 1               | 1               | -                  | -                  | -                  | -                  | -                  | -           | -           | -           | -           | -           | 15     | 8      | 2      | 5      | 53,33      | Sub. 5°       |
| 2021-feb. 2022       | Al-Nasr              | UAE                  | 14         | 5          | 3          | 6          | CdL             | 6               | 1               | 3               | 2               | -                  | -                  | -                  | -                  | -                  | -           | -           | -           | -           | -           | 20     | 6      | 6      | 8      | 30,00      | Eson.         |
| Totale Al-Nasr       | Totale Al-Nasr       | Totale Al-Nasr       | 26         | 12         | 4          | 10         |                 | 9               | 2               | 4               | 3               |                    | -                  | -                  | -                  | -                  |             | -           | -           | -           | -           | 35     | 14     | 8      | 13     | 40,00      |               |
| feb.-giu. 2022       | Al-Hilal             | SPL                  | 13         | 12         | 0          | 1          | KC              | 3               | 2               | 0               | 1               | ACL                | 6                  | 4                  | 1                  | 1                  | -           | -           | -           | -           | -           | 22     | 18     | 1      | 3      | 81,82      | Sub. 1°       |
| 2022-mag. 2023       | Al-Hilal             | SPL                  | 24         | 13         | 7          | 4          | KC              | 4               | 3               | 1               | 0               | ACL                | 5                  | 3                  | 1                  | 1                  | SS+Cmc      | 1+3         | 0+1         | 0+1         | 1+1         | 37     | 20     | 10     | 7      | 54,05      | Dimis.        |
| Totale Al-Hilal      | Totale Al-Hilal      | Totale Al-Hilal      | 78         | 54         | 17         | 7          |                 | 15              | 11              | 1               | 3               |                    | 27                 | 14                 | 9                  | 4                  |             | 7           | 1           | 3           | 3           | 127    | 80     | 30     | 17     | 62,99      |               |
| lug.-dic. 2023       | Vasco da Gama        | A                    | 24         | 10         | 6          | 8          | -               | -               | -               | -               | -               | -                  | -                  | -                  | -                  | -                  | -           | -           | -           | -           | -           | 24     | 10     | 6      | 8      | 41,67      | Sub. 15°      |
| gen.-apr. 2024       | Vasco da Gama        | RJ+A                 | 13+4       | 6+1        | 5+0        | 2+3        | CB              | 2               | 1               | 1               | 0               | -                  | -                  | -                  | -                  | -                  | -           | -           | -           | -           | -           | 19     | 8      | 6      | 5      | 42,11      | Eson.         |
| Totale Vasco da Gama | Totale Vasco da Gama | Totale Vasco da Gama | 41         | 17         | 11         | 13         |                 | 2               | 1               | 1               | 0               |                    | -                  | -                  | -                  | -                  |             | -           | -           | -           | -           | 43     | 18     | 12     | 13     | 41,86      |               |
| lug.-dic. 2025       | Corinthians          | A                    | 22         | 13         | 5          | 4          | CB              | 7               | 2               | 3               | 2               | CS                 | 6                  | 3                  | 1                  | 2                  | -           | -           | -           | -           | -           | 35     | 18     | 9      | 8      | 51,43      | Sub. 7°       |
| gen.-apr. 2025       | Corinthians          | A1/SP+A              | 16+4       | 11+1       | 4+1        | 1+2        | CB              | -               | -               | -               | -               | CL+CS              | 4+2                | 2+0                | 1+1                | 1+1                | -           | -           | -           | -           | -           | 26     | 14     | 7      | 5      | 53,85      | Eson.         |
| Totale Corinthians   | Totale Corinthians   | Totale Corinthians   | 42         | 25         | 10         | 7          |                 | 7               | 2               | 3               | 2               |                    | 12                 | 5                  | 3                  | 4                  |             | -           | -           | -           | -           | 61     | 32     | 16     | 13     | 52,46      |               |
| Totale carriera      | Totale carriera      | Totale carriera      | 639        | 335        | 155        | 149        |                 | 35              | 17              | 9               | 9               |                    | 131                | 57                 | 39                 | 35                 |             | 34          | 11          | 10          | 13          | 839    | 420    | 213    | 206    | 50,06      |               |

## Palmarès

### Giocatore

#### Club
- Campionato argentino: 4

River Plate: Metropolitano 1979, Nacional 1981, Apertura 1991, Apertura 1993
- Campionato italiano: 1

Inter: 1988-1989
- Coppa di Francia: 1

Monaco: 1990-1991
- Torneo Estivo del 1986: 1

Avellino: 1986

#### Nazionale
- Campionato mondiale Under-20: 1

Giappone 1979

#### Individuale
- Scarpa d'oro del campionato del mondo Under-20: 1

Giappone 1979 (8 gol)
- Equipo Ideal de América: 1

1991
- Capocannoniere della J. League: 1

1993 (28 gol)

### Allenatore

#### Competizioni nazionali
- Campionato argentino: 7 (record condiviso con Ángel Labruna e Carlos Bianchi)

River Plate: Apertura 1996-1997, Clausura 1996-1997,  Apertura 1997-1998, Apertura 1999-2000, Clausura 2001-2002, Final 2013-2014
San Lorenzo: Clausura 2006-2007
- Superfinal: 1

River Plate: 2013-2014
- Campionato saudita: 1

Al Hilal: 2021-2022
- Coppa del Re dei Campioni: 2

Al-Hilal: 2016-2017, 2022-2023

#### Competizioni statali
- Campionato paulista: 1

Corinthians: 2025

#### Competizioni internazionali
- Coppa Libertadores: 1

River Plate: 1996
- Supercoppa Sudamericana: 1

River Plate: 1997